# Yabiyufa
Le yabiyufa (ou yaweyuha) est une langue papoue parlée en Papouasie-Nouvelle-Guinée, dans la province des Hautes-Terres orientales.

## Classification
Le yabiyufa fait partie des langues kainantu-gorokanes qui sont rattachées à la famille des langues de Trans-Nouvelle Guinée.

## Phonologie
Les consonnes et les voyelles du yabiyufa :

### Voyelles
|         | Antérieure | Centrale | Postérieure |
| ------- | ---------- | -------- | ----------- |
| Fermée  | i [i]      |          | u [u]       |
| Moyenne | e [e]      |          | o [o]       |
| Ouverte |            |          | ɑ [ɑ]       |

### Consonnes
|               |               | Bilabiales | Alvéolaires | Rétrofl. | Dorsales | Dorsales | Glottales |
| ------------- | ------------- | ---------- | ----------- | -------- | -------- | -------- | --------- |
| Palatales     | Vélaires      | Bilabiales | Alvéolaires | Rétrofl. |          |          | Glottales |
| Occlusives    | Sourdes       | p [p]      | t [t]       |          |          | k [k]    |           |
| Occlusives    | Sonores       | b [b]      | d [d]       |          |          | g [g]    |           |
| Fricatives    | Sourdes       |            | s [s]       |          |          |          | h [h]     |
| Fricatives    | Sonores       | β [β]      |             |          |          |          |           |
| Affriquées    | Affriquées    |            | dz [d͡z]     |          |          |          |           |
| Nasales       | Nasales       | m [m]      | n [n]       |          |          |          |           |
| Liquides      | Liquides      |            |             | ɭ [ɭ ]   |          |          |           |
| Semi-voyelles | Semi-voyelles | w [w]      |             |          | j [ j]   |          |           |

### Allophones
L'occlusive [g] est dévoisée ou fricativisée [ɣ], entre deux voyelles.

### Tons
Le yabiyufa est une langue tonale.
namá, oiseau
námá, pou

## Sources
- (en) Anonyme, Yaweyuha Organized Phonological Data, manuscrit, Ukarumpa, SIL.